# Adam Raška
Adam Raška (Frýdek-Místek, República Checa, 25 de septiembre de 2001) es un jugador profesional checo de hockey sobre hielo que se desempeña en la posición de extremo derecho en Minnesota Wild, equipo de la National Hockey League (NHL).

## Carrera
Fue seleccionado en la séptima ronda en la NHL Entry Draft de 2020. En 2021 hizo su debut profesional con el equipo San Jose Sharks, en el cual jugó dos temporadas (2021-2023), después pasó a Minnesota Wild, donde lleva jugando una temporada.